# Paradoxostoma kunzi
Paradoxostoma kunzi är en kräftdjursart som beskrevs av Hartmann 1991. Paradoxostoma kunzi ingår i släktet Paradoxostoma och familjen Paradoxostomatidae. Inga underarter finns listade i Catalogue of Life.